# Свен Ботман
Свен Ботман (нід. Sven Botman, нар. 12 січня 2000, Бадгуведорп) — нідерландський футболіст, захисник англійського клубу «Ньюкасл Юнайтед».

## Клубна кар'єра
Вихованець столичного клубу «Аякс». 17 серпня 2018 року в матчі проти «Роди» він дебютував за команду дублерів в Ерстедивізі.
Влітку 2019 року для отримання ігрової практики Ботман на правах оренди перейшов в «Геренвен». 4 серпня в матчі проти «Гераклеса» він дебютував в Ередівізі. 19 жовтня в поєдинку проти АЗ Свен забив свій перший гол у вищому дивізіоні .
Влітку 2020 року перейшов до французького «Лілля», підписавши з клубом п'ятирічний контракт. Сума трансферу склала 8 млн євро. 20 серпня «Аякс» повідомив, що умови угоди між клубами змінилися і перший сезон Свен проведе на правах оренди, але 24 вересня було оголошено про його остаточний перехід в «Лілль». У новій команді Свен відразу став основним гравцем, виступаючи в центрі захисту в парі з Жозе Фонте і став одним із відкриттів Ліги 1.

## Виступи за збірні
Гравець юнацьких та молодіжних збірних Нідерландів. З молодіжною командою поїхав на молодіжний чемпіонат Європи 2021 року в Угорщині та Словенії, де в матчі проти Угорщини, відзначився голом і допоміг своїй команді виграти 6:1 та вийти з групи з першого місця.

## Титули і досягнення
- Чемпіон Франції (1):

«Лілль»:  2020–21
- Володар Суперкубка Франції (1):

«Лілль»: 2021